# Gabriela Arancibia
Gabriela Paz Arancibia Galdames (Antofagasta, Chile, 27 de mayo de 1986) es una actriz chilena de cine, teatro y televisión. Hizo su debut en cine en la película Bonsái de Cristián Jiménez. Es conocida por su participación en las series La poseída (2015), Sitiados (2015) y La cacería: las niñas de Alto Hospicio (2018).

## Carrera
Gabriela nació en Antofagasta. Tras egresar del Colegio Santa María de dicha ciudad, se trasladó a Santiago para estudiar teatro en la Universidad de Chile. Después de participar en diversos montajes teatrales y proyectos audiovisuales, el año 2011 debutó en cine en la película Bonsái de Cristián Jiménez. El año 2014 tuvo un pequeño rol en la serie Sudamerican Rockers, sobre la historia del grupo chileno Los Prisioneros. El año 2015 trabajó en la cinta Las Plantas de Roberto Doveris y en las series Sitiados, La poseída y la telenovela Juana Brava.
El año 2018 participó en las series de televisión Perdona nuestros pecados y La cacería: las niñas de Alto Hospicio, historia basada en el caso real del psicópata de Alto Hospicio. En 2020 trabajó en la película La nave del olvido junto a Rosa Ramírez.

## Filmografía

### Cine
| Año  | Título                                    | Rol               | Director(a)                        |
| ---- | ----------------------------------------- | ----------------- | ---------------------------------- |
| 2011 | Bonsái                                    | Bárbara           | Cristián Jiménez                   |
| 2012 | Visceral: Entre las cuerdas de la locura  | Mujer torturada   | Felipe Eluti                       |
| 2014 | El niño rojo, la película                 | Nodriza           | Ricardo Larraín                    |
| 2015 | Las Plantas                               |                   | Roberto Doveris                    |
| 2017 | Vida de familia                           | Paz               | Cristián Jiménez y Alicia Scherson |
| 2018 | American Huaso                            | Belleza exótica   | Diego García-Huidobro y José Palma |
| 2020 | El tango del viudo y su espejo deformante | Lola (voz en off) | Raúl Ruiz y Valeria Sarmiento      |
| 2020 | La nave del olvido                        | Alejandra         | Nicol Ruiz Benavides               |

### Televisión
| Año  | Título                                 | Rol              | Notas                               |
| ---- | -------------------------------------- | ---------------- | ----------------------------------- |
| 2014 | Sudamerican Rockers                    | Raquel           | 1 episodio                          |
| 2015 | Sitiados                               | Sayen            | 8 episodios                         |
| 2015 | Juana Brava                            | Maraya           | 1 episodio                          |
| 2015 | La poseída                             | Guacolda Paillán | 53 episodios                        |
| 2016 | Vidas en riesgo                        |                  |                                     |
| 2018 | Perdona nuestros pecados               | Rosaura          | 33 episodios                        |
| 2018 | La cacería: las niñas de Alto Hospicio | Bela             | 2 episodios                         |
| 2020 | Homemade                               |                  | Episodio Last Call de Pablo Larraín |

### Cortometrajes
- Nuestra orilla (2012)
- Actriz de reparto (2015)
- Bajo la soga (2018)
- Kafküyaenew ta ko (Me susurra el agua) (2018)
- El último desierto (2018)
- Agua del este (2020)
- El río sueña (2021)
- MTI (2021)